# PZL PW-5
Dimensions
Le PZL PW-5 est un planeur de fabrication polonaise.
Conçu par une équipe de Politechnika Warszawska (pl. Haute École de Technologie de Varsovie - Warsaw University of Technology), le PW-5 « Smyk » est un planeur monoplace de construction composite. C'est le monotype de la classe mondiale en compétition de vol à voile.

## Histoire
Le PW-5 a été conçu pour participer au concours pour planeur de la classe mondiale, créée par l'IGC (International Gliding Commission - Commission Internationale de Vol à Voile), concours qu'il a remporté. La classe mondiale permet à tous les pilotes de participer à égalité, car la machine monotype est imposée. Contrairement aux autres classes, cela permet de réduire l'influence de l'investissement financier sur l'égalité de la compétition. 
Il était initialement prévu que des milliers de PW-5 seraient commandés et que différents producteurs pourraient en acquérir la licence, réduisant encore les coûts par les économies d'échelle jusqu'à environ 20 000 dollars US. En comparaison, le coût d'un planeur performant « dernier cri » dépasse souvent les 100 000 dollars.
Le planeur a été conçu à la Faculté de mécanique de l'énergie et de l'aéronautique (pl) de l'École polytechnique de Varsovie sous l'égide du professeur Roman Świtkiewicz. Il était construit au départ par l'usine PZL-Swidnik et le premier exemplaire a volé en 1993. Les membres de l'équipe de concepteurs ont alors créé une nouvelle usine à Bielsko-Biała, en concurrence avec PZL-Swidnik et y ont produit un petit nombre des PW-5.
L'envergure est de 13,4 m. S'il monte très bien dans les thermiques, son taux de chute à la vitesse de transition est très faible en comparaison aux planeurs de la classe standard. Il ne se vend pas aussi bien que l'on espérait, ce pourquoi l'effet d'économies d'échelle ne s'est pas réalisé. Des planeurs plus anciens aux meilleures performances sont en vente pour des prix inférieurs à celui d'un PW-5 neuf. Bien que le PW-5 soit toujours fabriqué en petit nombre, le taux de participation aux compétitions de la classe mondiale a récemment faibli.
Au total, un peu plus de 200 exemplaires du PW-5 ont été construits, dont plus de 70 ont été exportés aux États-Unis, et une cinquantaine en Europe.
De manière générale, le PW-5 a trouvé un meilleur accueil dans des pays avec les conditions météorologiques favorables. Il a aussi apporté une contribution espérée dans les pays pauvres, où le vol à voile est toujours peu développé. Les écoles et les propriétaires privés sont attirés par la simplicité et la manutention aisée.
Les flottes des PW-5, selon l'État étaient en février 2004 : États-Unis (76), Argentine (33), Pologne (27), Nouvelle-Zélande (25), Japon (18), Autriche (14) et Canada (11). De façon surprenante, certains pays où le vol à voile est bien développé possèdent seulement quelques exemplaires, juste suffisants pour permettre à leurs équipes nationales de participer aux compétitions, et d'établir des records dans cette classe.

## Versions
Il y a seulement 2 versions du PW-5. La version fabriquée à Bielsko-Biala qui est identifiée comme B1 PW-5, a connu de nombreuses améliorations de performances et de sécurité :
- branchement automatique des commandes ;
- le crochet de treuillage a été déplacé vers l'avant, après l'accident survenu en Nouvelle-Zélande ;
- un ballast de queue pour corriger le centre de gravité ;
- l'installation d'une sonde d'énergie totale dans la dérive.

Il y a un projet de motorisation du PW-5 qui sera désigné PW-5M.
Le PW-6 est une version biplace du PW-5.